# Millennium Films
A Millennium Media, korábban Millennium Films, Nu Image amerikai filmstúdió, amelyet Avi Lerner, Trevor Short, Danny Dimbort, és Danny Lerner alapítottak 1992-ben. A stúdió egyike Hollywood legrégebbi független filmeket gyártó cégeinek. A stúdió az egész világon működik. A stúdió akciófilmeket gyárt, melyek többségét Dél-Afrikában és Bulgáriában forgatják. 2005-ben megvásárolta a Nu Boyana Film Studiost.